# 朴寅浩
朴 寅浩（パク・インホ、박인호、1855年2月11日（1854年旧暦12月25日） - 1940年4月3日）は天道教指導者・朝鮮の独立運動家。字は道一、別名は朴龍浩、朴南壽。天道教道号は春菴。本貫は密陽朴氏。

## 生涯
忠清南道礼山郡出身、1883年に天道教に入信した。1884年第2代教主崔時亨に迦葉寺で直接指導を受けた弟子の一人。故郷である礼山で布教中に甲午農民戦争に参加して忠清道地域で東学軍を導いて官軍と戦った。
以後孫秉煕の甲辰改革運動に同参し、1908年第3代教主孫秉煕の後を引き継いで第4代天道教教主になった。
1919年孫秉煕の主導で三・一運動が起きた時には民族代表48人中一人に参加した。天道教の資金を崔麟を通じて3・1運動経費で支援したし、李種一・李鍾麟・金洪奎・尹益善と一緒に《朝鮮独立新聞》の発刊と印刷作業を引き受けた。この事件で逮捕されたが翌年無罪宣告を受けて釈放された。
孫秉煕の死後崔麟の新派とは対立して日本に対して非妥協的な立場を固守した。1926年に朝鮮共産党と天道教旧派が純宗死亡による国葬をきっかけで6・10万歳運動を連合組織したときに参加し、1938年には天道教指導者に朝鮮独立運動達成の祈祷を指示して弾圧された「戊寅滅倭祈祷事件」が起きた。
1990年に建国勲章独立章が追贈された。

## 参考サイト
- ko:틀:독립유공자
- 천도교, 천도교의 발자취 - 춘암상사와 문화운동시대